# Ampudia
Ampudia è un comune spagnolo di 590 abitanti situato nella comunità autonoma di Castiglia e León, comarca di Tierra de Campos.